# Cubresuelo (rosa)

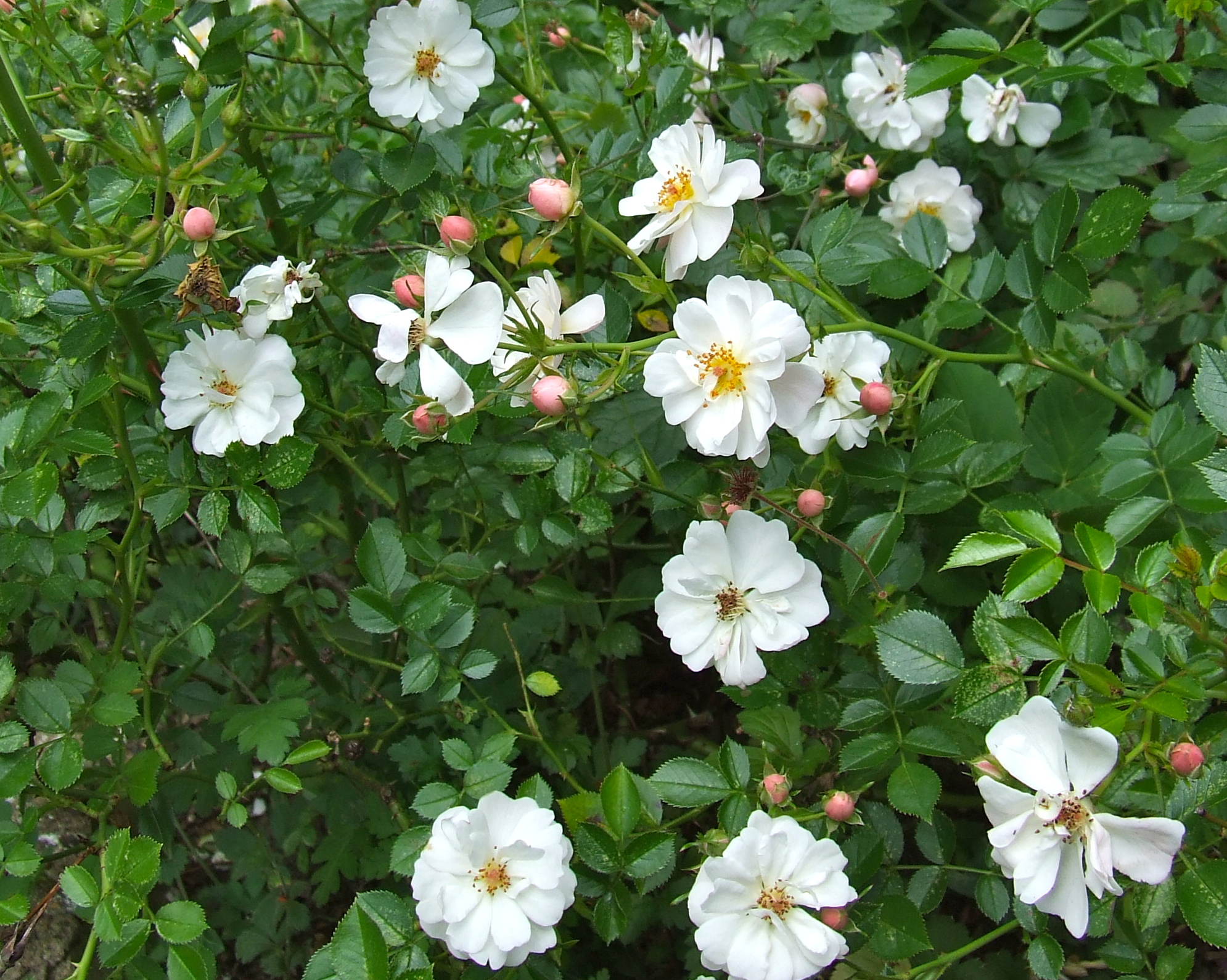
La rosa 'Avon', introducida por Poulsen (1992)

El Rosal cubresuelos también denominado como Rosales tapizantes, Rosal de paisaje o Rosas paisajista, son un grupo de híbridos de rosas modernas de jardín de rosales rastreros, que crecen desparramados por el suelo y cubriendo literalmente el suelo con poca envergadura.

## Historia
Este tipo de rosa fue desarrollado principalmente para la plantación ornamental en masa. A finales del siglo XX, las variedades de rosas híbrido de té tradicional y Floribunda cayeron en desgracia con muchos jardineros y paisajistas, ya que a menudo necesitan abundante mano de obra y productos químicos por ser  susceptibles a plagas y enfermedades.
Las llamadas rosas "paisaje" (también conocidas como rosas "cubre suelos") por lo tanto se han desarrollado para colmar el deseo del consumidor de una rosa del jardín que ofrezca el color, la forma y la fragancia, sino que también sea de bajo mantenimiento y fácil de cuidar. La mayoría cuenta con las siguientes características:
- Hábito de crecimiento más bajo, por lo general menos de 60 cm.
- Repiten la floración.
- Resistencia a las enfermedades y plagas.
- Crecer en sus propias raíces.
- Con requisitos mínimos de poda

Creadores de rosas de este tipo, son Noak (Alemania), Meidiland Roses (Francia), Boot & Co. (Holanda), William Radler (Estados Unidos) y Poulsen (Dinamarca).

## Características
Las rosas cubresuelos están representadas por pequeños arbustos de flor la mayoría con remontancia que tienen un rango de altura que va desde una altura de 35 a 60 cm y anchura igual: 30 a 60 cm. 
Las rosas cubresuelos son a menudo comercializadas y vendidas por la industria floral como plantas de interior, pero es importante recordar que estas plantas son descendientes principalmente de arbustos al aire libre nativas a las regiones templadas, por lo que la mayor parte de las variedades de estas rosas requieren un período anual de latencia fría para sobrevivir.
Algunas variedades dan solo una floración en el año y otras son reflorecientes. Producen ramilletes compuestos en general por 3 a 11 flores simples a dobles, que florecen de verano a otoño. 

## Cultivo
Son muy adecuados para rocallas, taludes, arriates, cayendo por muros y también para su cultivo en jardineras.
En plantas cultivadas en el terreno: 
Aunque las plantas están generalmente libres de enfermedades, es posible que sufran de punto negro en climas más húmedos o en situaciones donde la circulación de aire es limitada. 
Se desarrollan mejor a pleno sol. En América del Norte son capaces de ser cultivadas en USDA Hardiness Zones 5b a 10b.
En la poda de primavera es conveniente retirar las cañas viejas y madera muerta o enferma y recortar cañas que se cruzan. En climas más cálidos, recortar las cañas que quedan en alrededor de un tercio. En las zonas más frías, probablemente hay que podar un poco más que eso. Requiere protección contra la congelación de las heladas invernales.
En plantas en maceta:
- Humedad, en los rosales de interior en macetas es muy importante una alta humedad del aire.
- Riego, debe ser abundante, dejando que el sustrato de la maceta se seque ligeramente entre 2 riegos.
- Abono, al regar es bueno añadir un poco de fertilizante líquido al agua.
- Poda, la poda en estos casos consiste en reducir su altura aproximadamente a la mitad. Es preciso ir cortando las rosas marchitas lo que ayuda a conseguir mejores floraciones posteriores.

## Algunos ejemplares
Algunas variedades y obtenciones de rosas cubresuelos conseguidas por distintos obtentores.

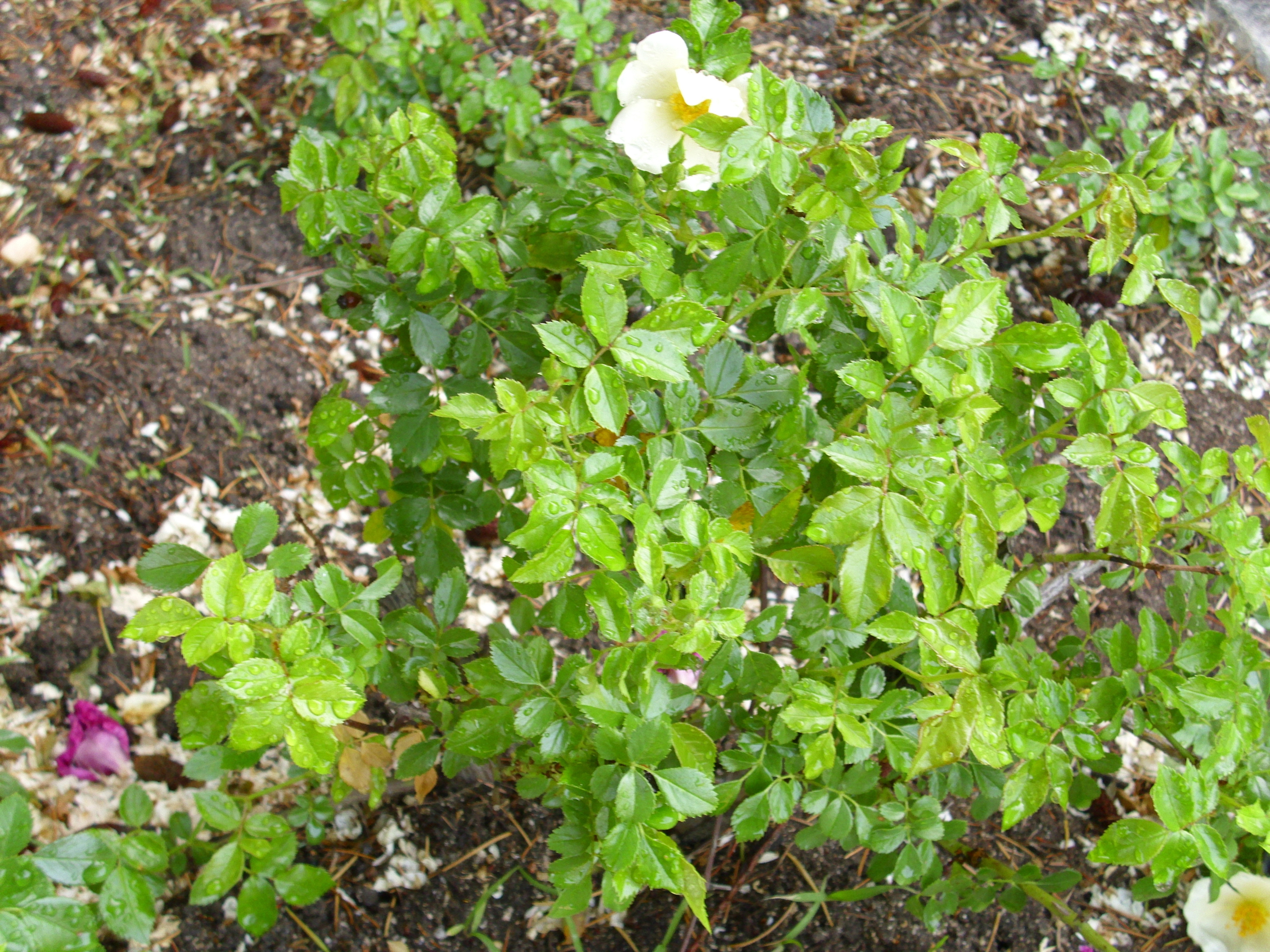
'Kent', Poulsen 1991.
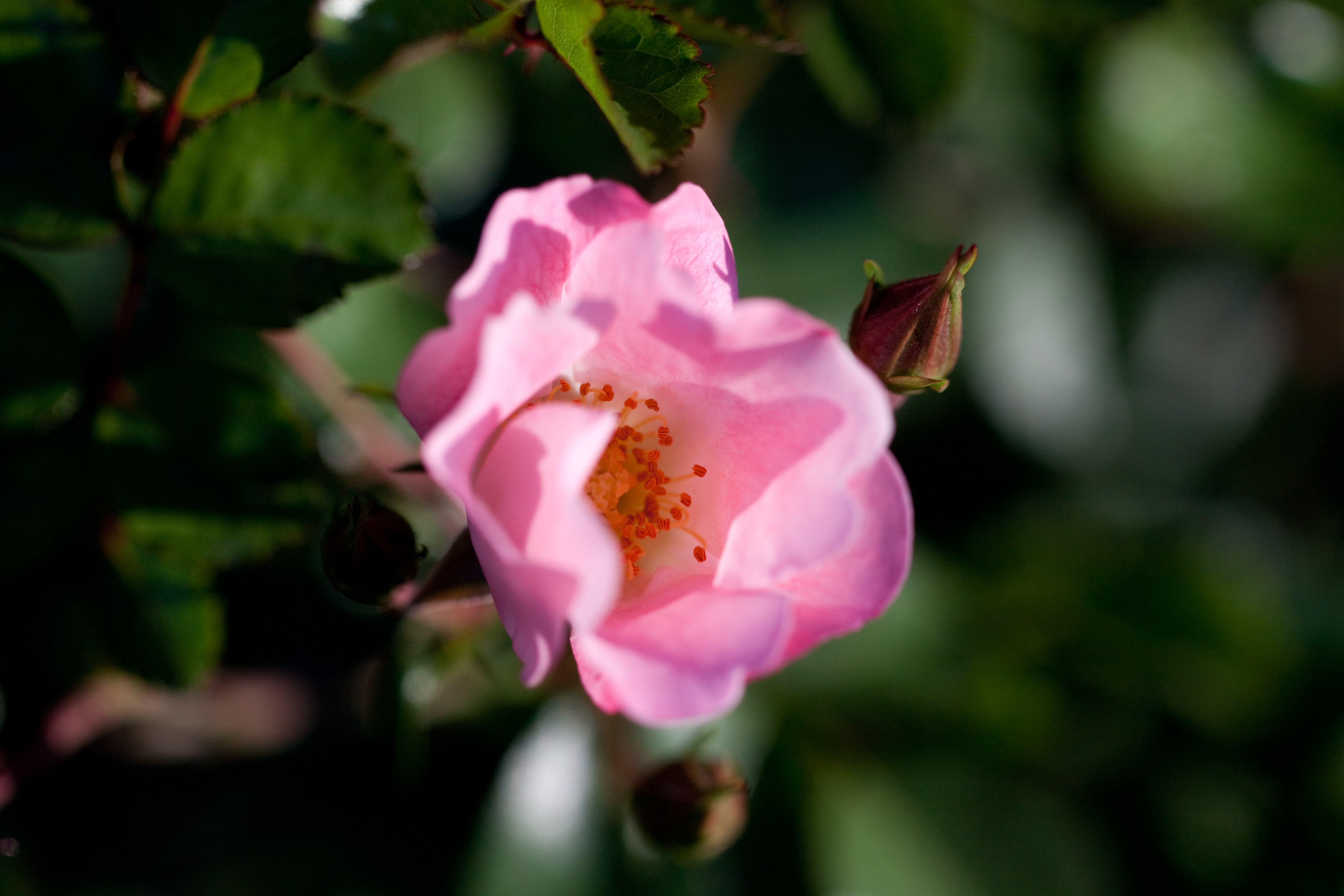
'Carefree Delight', Meidiland 1993.
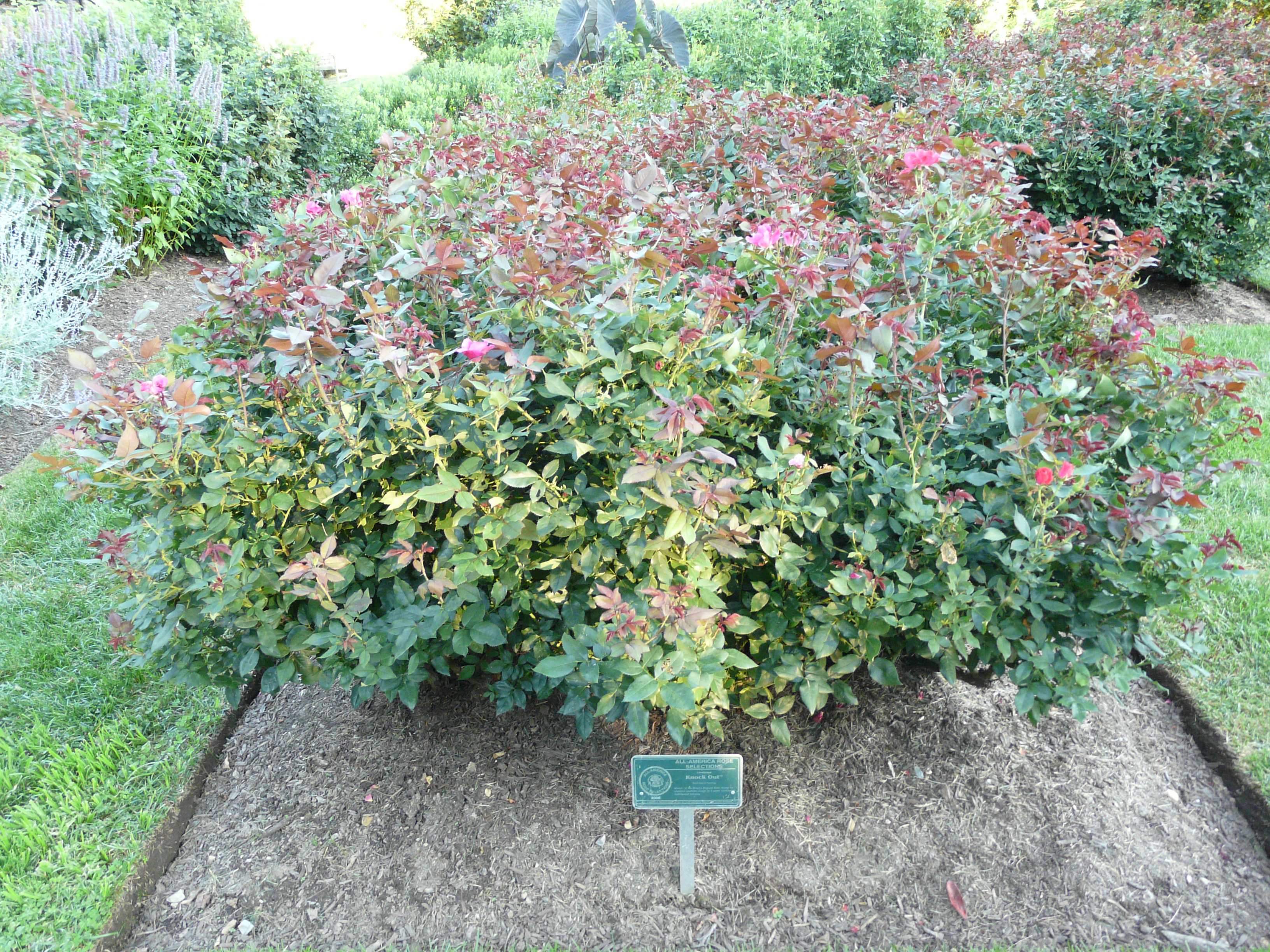
Rosa 'Knock Out', William Radler antes de 1995.
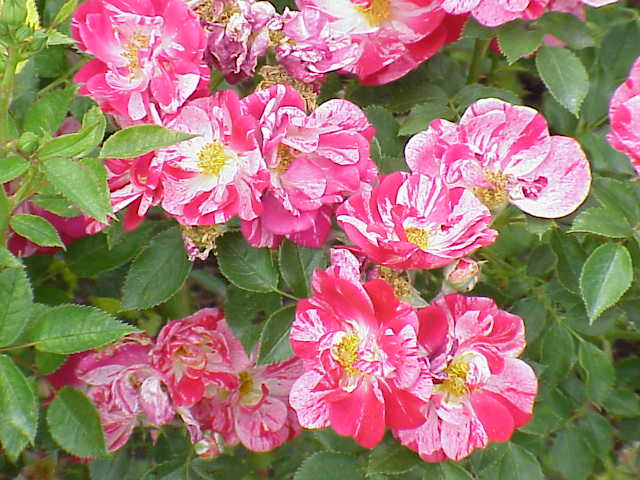
'Candy Cover', Poulsen antes de 1996.
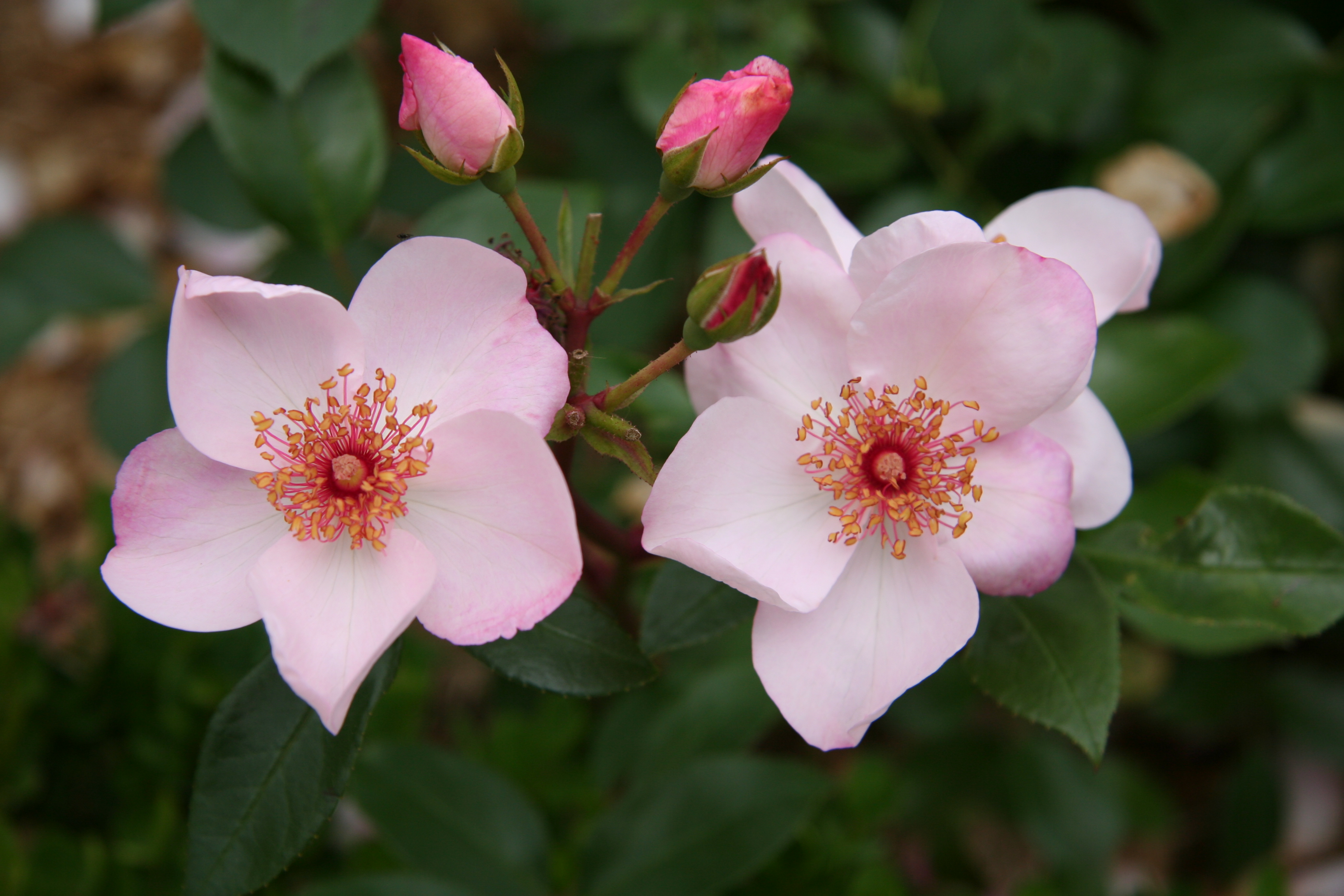
'The Charlatan', Meidiland antes de 2006.